# Anatoli Nankov
Anatoli Nankov (Oresh, 15 de julho de 1969) é um ex-futebolista profissional búlgaro, que representou seu país na Copa do Mundo de 1998.
1. ↑  «Paraguay 0 - 0 Bulgaria». FIFA.com. Consultado em 10 de maio de 2025. Arquivado do original em 31 de agosto de 2021